# Svetozar Vujović

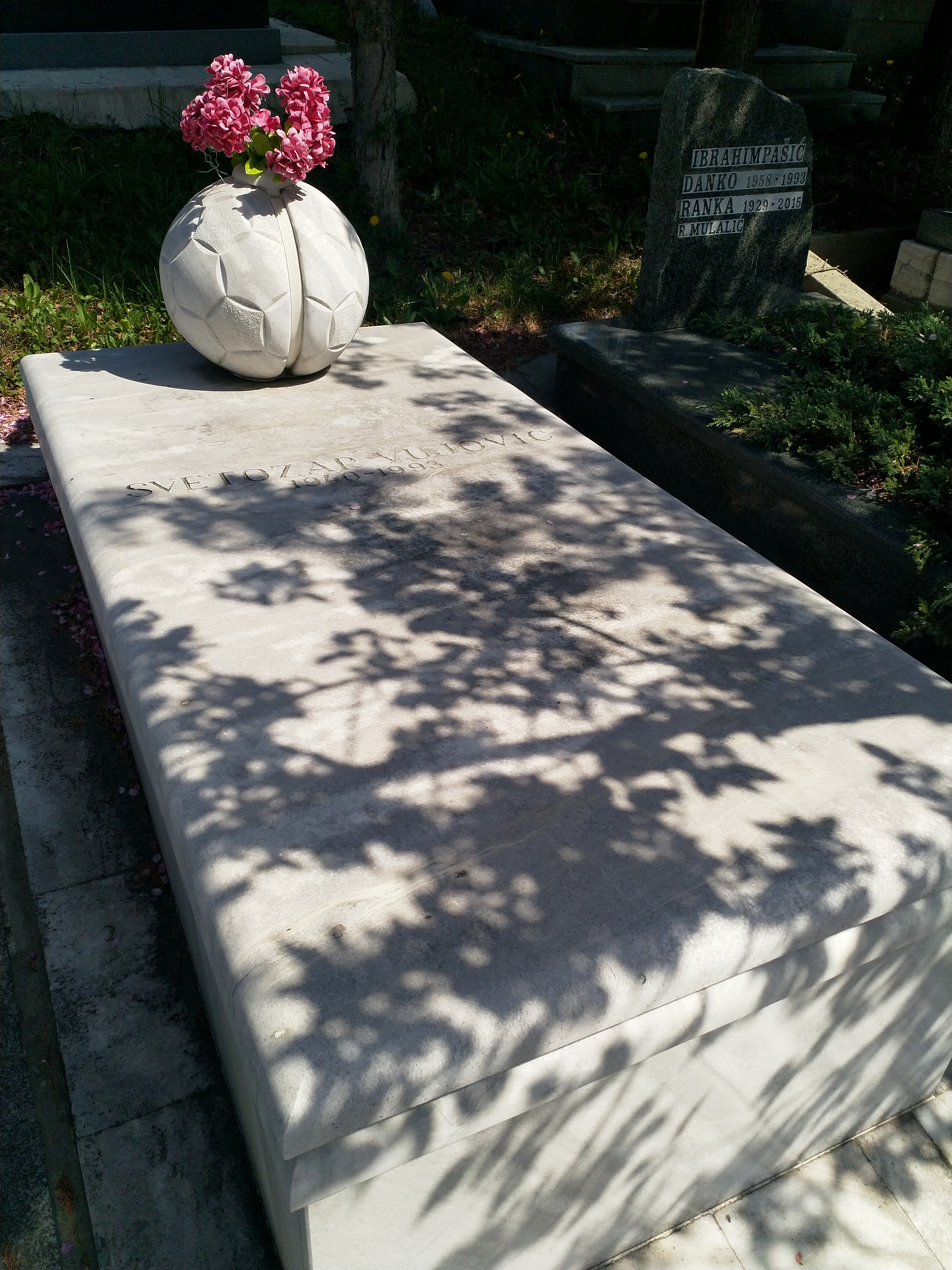
Grób Vujovicia w Sarajewie

Svetozar Vujović (ur. 3 marca 1940 w Baljci, zm. 16 stycznia 1993 w Sarajewie) – bośniacki piłkarz występujący na pozycji obrońcy. Reprezentant Jugosławii. Trener piłkarski.

## Kariera klubowa
W swojej karierze Vujović reprezentował barwy zespołów Radnički Nisz oraz FK Sarajevo. Wraz z FK Sarajevo w sezonie 1966/1967 zdobył mistrzostwo Jugosławii.

## Kariera reprezentacyjna
W reprezentacji Jugosławii Vujović zadebiutował 27 października 1963 w przegranym 1:2 towarzyskim meczu z Rumunią. W 1964 roku został powołany do kadry na Letnie Igrzyska Olimpijskie, zakończone przez Jugosławię na ćwierćfinale. W latach 1963–1964 w drużynie narodowej rozegrał 8 spotkań.